# 特拉滕巴赫河 (伊薩爾河支流)
47°41′45″N 11°33′48″E / 47.695913°N 11.563236°E

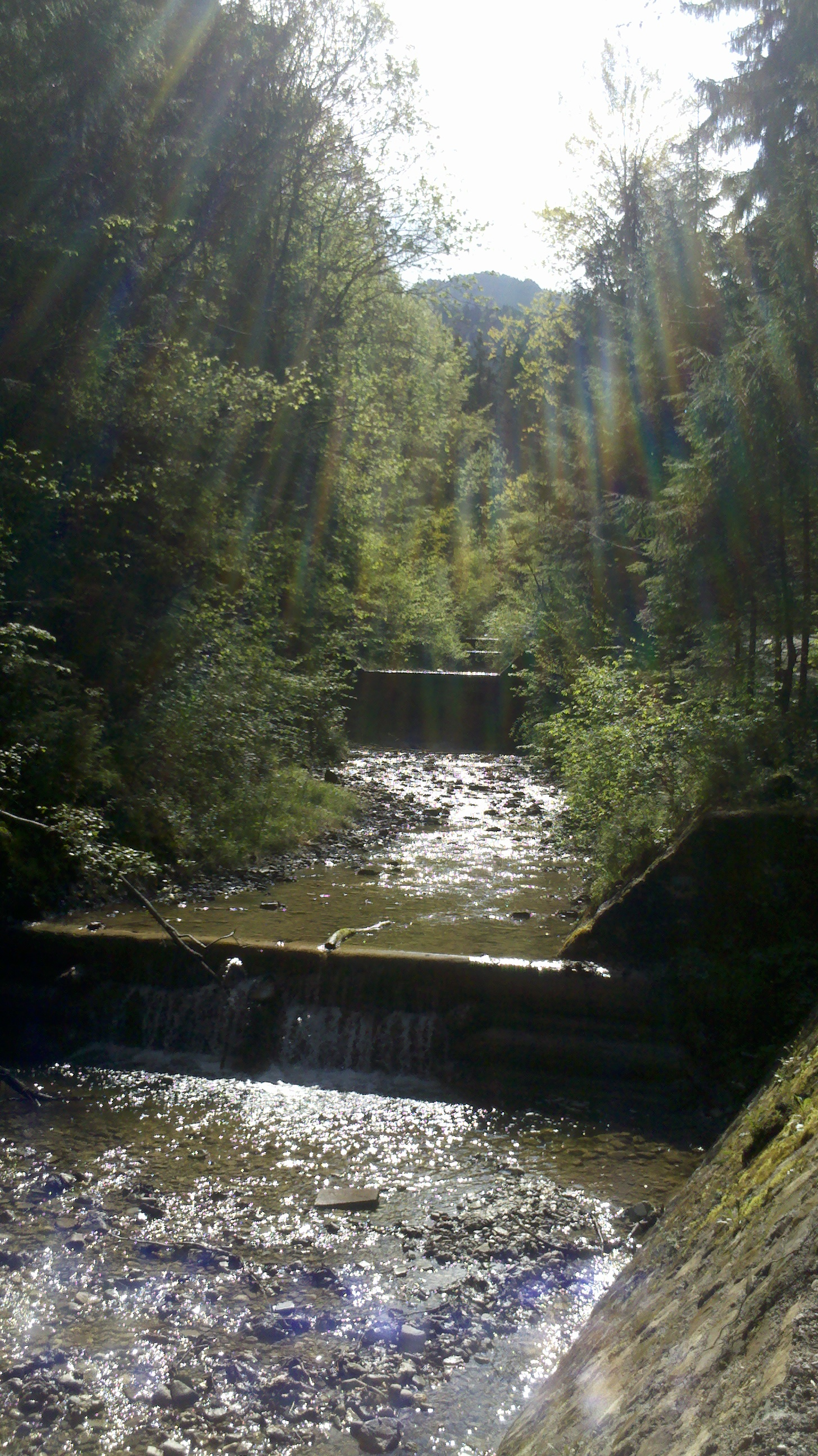

特拉滕巴赫河是德國的河流，位於該國東南部，由巴伐利亞負責管轄，屬於伊薩爾河的右支流，河道全長7公里，河畔城鎮有倫格里斯。